# 中國戲院

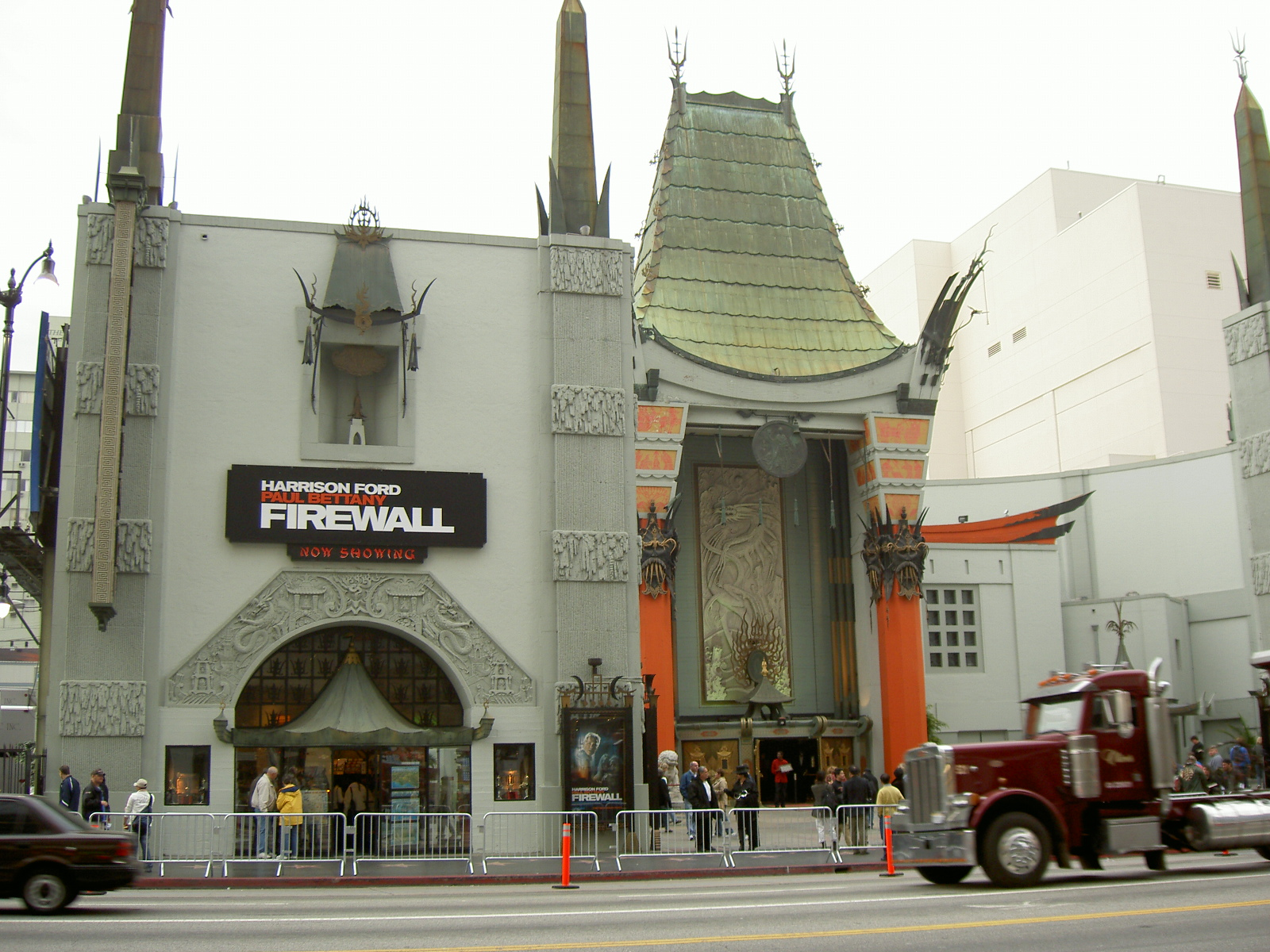
好萊塢大道上的中國戲院是知名的星光大道之起點

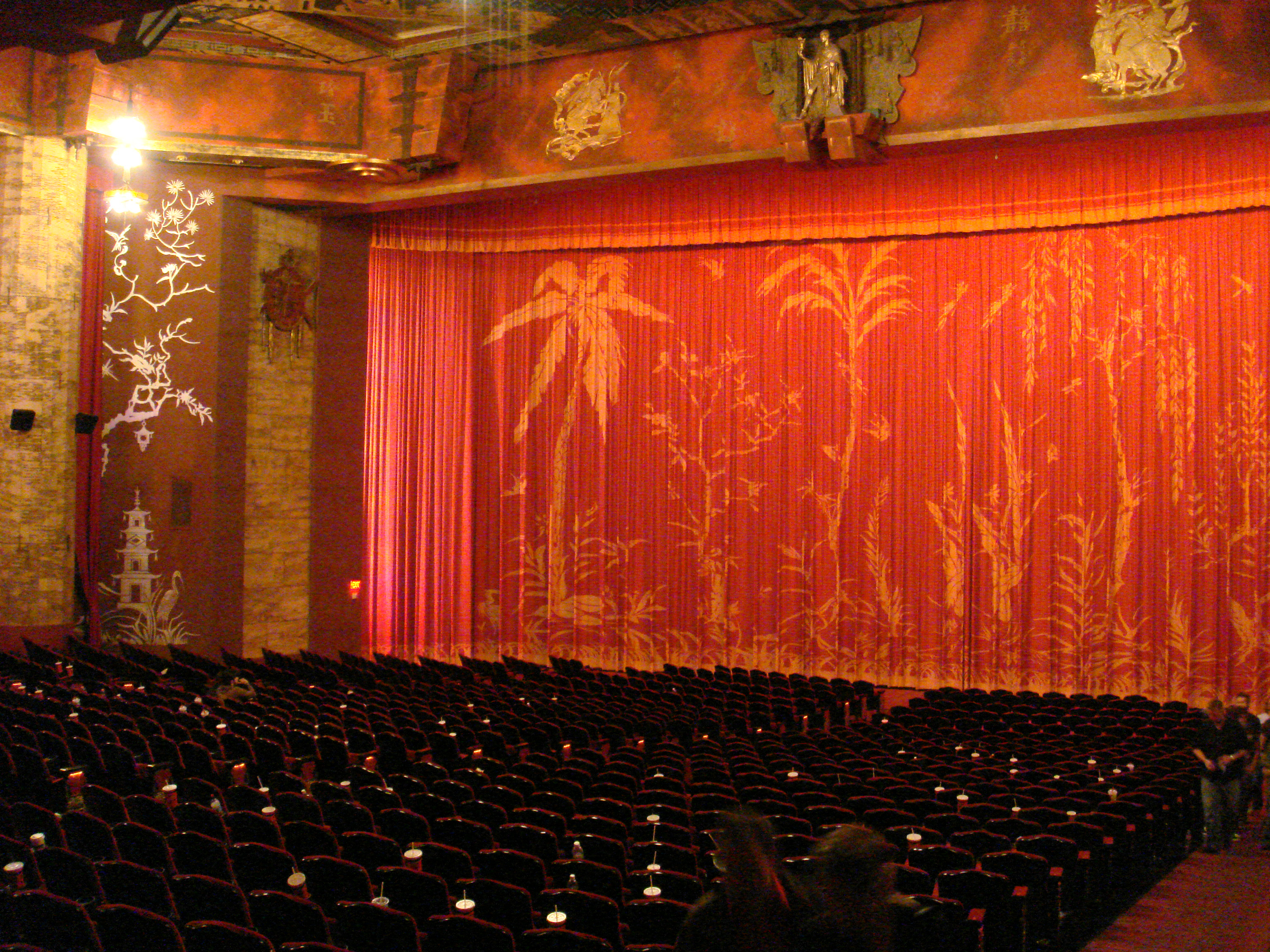
戲院內部

中国戏院（英語：TCL Chinese Theatre）是位于美国加利福尼亚州洛杉矶好莱坞星光大道的一间電影院，1927年启用，奥斯卡金像奖在1944至1946年间于此颁发，后辗转数个地点后于2002年移转到附近的杜比劇院举行。除了奥斯卡金像奖之外，许多好莱坞电影的首映也多在此举行。中国电子企业TCL集团以500万美元购得中国戏院10年冠名权，于2013年1月11日起名称正式改为“TCL中国戲院”。

## 历史
埃及剧院大获成功后，席德·格劳曼转投查尔斯·E·托贝尔曼，确保长期租下好莱坞大道6925号的物业。托贝尔曼与埃及剧院的设计行梅耶和霍尔（Meyer & Holler）签订合约，打造“宫殿式剧院”的中式设计。格劳曼出资并获得中国戏院三分之一的收益，其合作伙伴玛丽·毕克馥、道格拉斯·费尔班克斯和霍华德·申克（Howard Schenck）分享余下部分。中国戏院的主要设计师是梅耶和霍尔（Meyer & Holler）的雷蒙德·M·肯尼迪（Raymond M.Kennedy）。
施工过程中，格劳曼聘请吉恩·克罗斯内尔（Jean Klossner）给剧院的前院打造非常坚实的混凝土，克罗斯内尔后来因此被称为“脚印先生”，主持1927-1957年的脚印仪式。
留脚印传统的起源有着多种说法。剧院在纪念册和纪念节目中给出的官方解释是，诺玛·塔尔梅奇一次不小心踩上潮湿未乾的混凝土得到该传统的灵感。然而，1937年9月13日格劳曼接受采访时给出了另一个版本，解释他是如何得到把手足印留在混凝土上的灵感。他表示，“纯属意外，我一脚陷进去了。尽管我们正在建造剧院，但我不小心踩进未乾的混凝土裡。它就留在那了。所以，我馬上跑去告訴玛丽·皮克弗。瑪麗也踩了上去。”还有另一种解释是施工的工头让·克罗索内尔在他造的右手海报亭旁边签名，他和格劳曼后来萌生该想法。他的親筆簽名和手印日期为1927年，至今仍有留存。该剧院的第三个创始合伙人道格拉斯·费尔班克斯是继塔尔梅奇后，第二个在混凝土中留名的名人。
1929年，席德·格劳曼决定退休，出售自己在威廉·福克斯的福克斯连锁剧院的股份。然而，仅仅数月，霍华德·休斯说服格劳曼重返剧院，制作航空史诗《地狱天使》的全球首映礼，该片片头呈现了格劳曼的知名喜剧序言之一。格劳曼饰演的局原总经理，兼任《地狱天使》全剧导演，之后再次宣布退休。但是，不希望就此退休的格劳曼于1931年回归剧院担任总经理，直至1950年去世。
中国剧院的庄严和装饰是一大亮点。1952年，附近圣索菲亚大教堂的艺术家约翰·塔尔塔利亚成为中国剧院和福克斯西海岸影院连锁内饰的总设计。在J·沃尔特·班图的建议，他后来继续了让·克鲁索内尔主持好莱坞足印仪式的工作。塔尔塔利亚登场的第一个仪式是1953年饰演大师梅森的简·西蒙斯在《圣袍大师》首映礼中进行的。尽管接替克劳索内尔的工作起初被塔尔塔利亚认为是临时的，但奉献精神让他最终在1987年5月谢幕，他在好莱坞留下了一份最伟大的遗产。
中国剧院于1968年被列入历史文化地标，未来数年的各种维修工程自那时起开展。曼恩连锁影院的老板特德·曼恩和女演员朗达·弗莱明的丈夫1973年购买剧院，直至2001年，冠其名“曼恩中国剧院”。曼恩于2000年破产后，华纳兄弟和派拉蒙影业共同购买剧院，连带其他曼恩财产。
2000年，曾参与曼恩剧院设计的贝尔·布劳尔斯建筑师公司（Behr Browers Architects）准备了一个结构修复和现代化的方案。方案包括防震加固、新款的顶级声效和投影系统、新款自动贩卖亭和外部标志，并拓宽了阳台下的纪念区域。该方案于2002年正式动工，恢复了原名“格劳曼中国剧院”。作为升级的一部分，该公司还设计了全新的六层中国主题走道，连接好莱坞和高地商场，继续在曼恩六层中国剧院的名称下运营。
2007年，集团以未公开的价格，从纽约达蒙·鲁尼恩癌症研究基金会和洛杉矶巴洛呼吸道医院的手中，买下剧院的土地。集团还拥有好莱坞和高地的零售商场，乃至其他在好莱坞的大量住宅和商业物业。2011年5月27日，夜总会老板兼制片人埃利·萨马哈和制片人唐纳德·库什纳组建中国剧院有限责任公司，拥有格劳曼中国剧院和曼恩六层中国剧院。
剧院的外观像一个大型的中国宝塔。整个外观采用巨大的中国龙图案，门口两边是明代的守卫狮像，铜屋顶两侧有小型的龙图案。让众多历史建筑粉丝沮丧的是，于20世纪30年代安装的独立售票窗口和两侧的霓虹跑马灯已被拆除，没有恢复剧院的原貌。观众席连同众多外饰已完全恢复。然而，过去几年来物理结构的磨损导致一些外部装饰不能修复，被迫移除。
中国戏院承办了1944年–1946年的奥斯卡金像奖颁奖典礼。

## 手印和足印

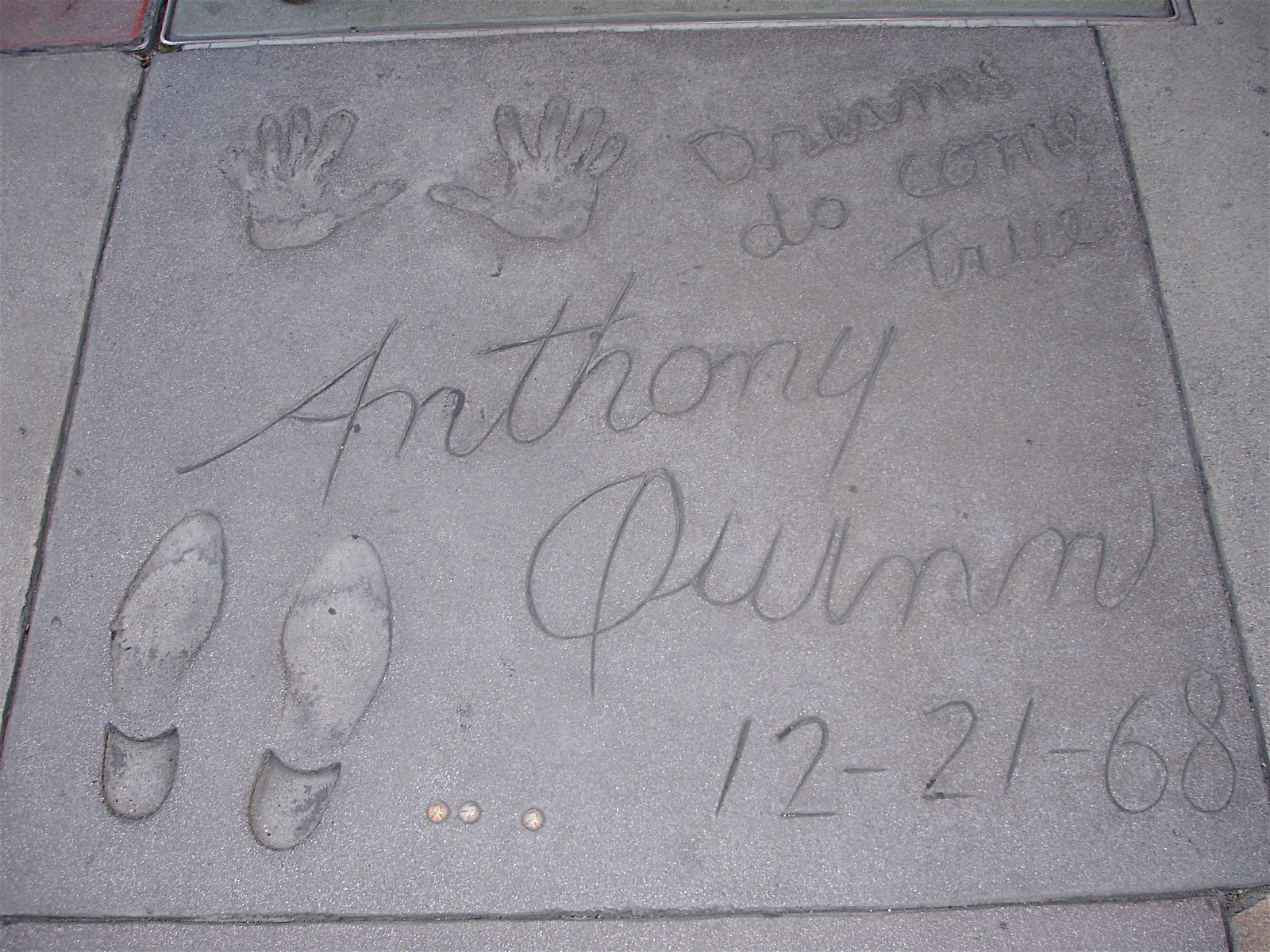
安东尼·奎恩在中国戏院前留下的手足印及签名。

有200名好莱坞名人在剧院的前院留下手印、脚印和签名。
哈罗德·劳埃德留下的眼镜框、格劳乔·马克斯的雪茄、哈利·波特的演员丹尼尔·拉德克利夫、艾玛·沃森和鲁伯特·葛林特的魔杖、约翰·巴里莫尔的面部轮廓、蓓蒂·葛莱宝的双腿、西部明星威廉·S·哈特和罗伊·罗杰斯佩枪的印迹，给这个历史悠久的传统带来变化。大众甲壳虫赫比留下了轮胎痕。汤姆·米克斯的马驹“托尼”、金·奥崔的马驹“冠军”和罗杰斯的马“特吉尔”在影星的脚印旁边留痕。
目前留印的华裔导演和演员包括吴宇森、冯小刚、成龙、甄子丹、黄晓明和赵薇。由于在中国剧院门前留印的门槛较低，黄晓明和赵薇曾一度被质疑是通过电影公司付钱购买回来的荣誉。二人在好莱坞根本不具备任何名气和影响力。

## IMAX影院
2013年4月，业主宣布计划把原有影院转换成IMAX，该项目于随后启动。戏院是世界上座位最多的IMAX影院。新增28.7米X14米可弯曲銀幕，可用作首映礼的幕布和非IMAX电影放映活动。为了适应更好的视野和更高的銀幕，座位以台阶分隔，从过道逐步上至地下室的天花板处。观众席的装饰墙和天花板维持不变，现有的幕布被加长，增添装饰性的照明效果，并加入TCL的数位广告牌。
影院于2013年9月20日开业的影片是3D版的《绿野仙踪》。开业时仅有数位投影系统，
后来为放映《星際效應》增加了15/70毫米投影系统。
自2015年3月6日起，中国戏院关门三个星期安装全新IMAX雷射投影设备，直至4月3日才重新向公众开放，用雷射IMAX呈现《玩命關頭7》的全球首映。未来所有在中国戏院上映的IMAX电影均采用雷射呈现。